# Empire! Empire! (I Was a Lonely Estate)
Empire! Empire! (I Was a Lonely Estate) — американская эмо-группа из штата Мичиган. Изначально являлась сольным проектом Кита Латинена. Коллектив исполнял эмоциональный инди-рок, вдохновлённый такими группами из 90-х как American Football и Mineral. Первым релизом является EP When The Sea Became A Giant, выпущенный в 2007 году. Первый альбом группы называется What It Takes To Move Forward и был выпущен в 2009 году. Группа является частью лейбла Count Your Lucky Stars Records, но работали и с другими лейблами, такими как strictly no capital letters (Великобритания), Topshelf Records, Stiff Slack (Япония) и Hobbledehoy Record Co (Австралия). В августе 2014 года произошёл релиз второго альбома You Will Eventually Be Forgotten. 16 февраля 2016 года на официальной странице группы в Facebook был сделан анонс последнего тура, после которого коллектив распался.

## История

### 2006—2008: Ранние годы
Empire! Empire! (I Was a Lonely Estate) была создана Китом Латиненом для того, чтобы он «смог стать хорош настолько, чтобы можно было записываться» для проекта, в котором участвовали он и Кэти Латинен, под названием Anna Flyaway. Однако последний прекратил своё существование, и музыканты продолжили свою деятельность в Empire! Empire! (I Was a Lonely Estate).
На интервью Diatribe Inc. лидер группы объяснил выбор названия проекта:

На самом деле, Empire! Empire! был задуман как мой сольный проект, и, так как я думал, что он будет существовать лишь как побочный, я решил, что могу взять любое название, какое захочу. Я хотел что-то выразительное и артистичное, но, если бы я знал, что это станет полноценной группой, то, думаю, я бы выбрал что-то полегче для запоминания.
Что насчёт названия группы, то у меня в тот момент было несколько неудачных проектов, так что я выбрал название, отражавшее моё отчаяние. Обычно я прячу свои текста и названия за огромным слоем символизма, так что название расшифровывается так. "Empire! Empire!" звучит как навязчивая мечта, к которой ты всё время стремишься, но никак не можешь её достичь. Часть с "(I Was a Lonely Estate)" была добавлена, потому что я чувствовал какую-то незавершённость и неуверенность. Сложно двигаться к своей мечте, когда нет людей, поддерживающих тебя. Восклицательные знаки обозначают то, насколько мечта важна, а скобки показывают, что я не чувствую себя значимым и замеченным кем-то.
Оригинальный текст (англ.)Actually, Empire! Empire! started out as my solo project, and since I thought it was only going to be a recording project, I thought I could name it whatever I wanted.  I wanted something that was elaborate and artistic, but if I had known that the project would become a full band, I think I would have chosen something a bit easier to remember.

As for the meaning behind the name, I've had a lifetime of bands not working out, and so I chose a name to reflect my frustration. I tend to hide lyrics and names behind a lot of dense symbolism, so here's the general break-down of the name. "Empire! Empire!" is that one evasive dream that you want so badly, and you will always chase it, but it never seems quite in reach. The "(I Was a Lonely Estate)" portion was where I felt I was incomplete and insignificant. It's hard to get off the ground if you can't find reliable people to share your dream. The exclamation points mark how important the dream is, and the parenthesis signify that I feel like I am unimportant and unnoticed.
— Кит Латинен
В январе 2007 года группа самостоятельно выпустила на CD свой первый EP When The Sea Became A Giant, который позже был перевыпущен на их лейбле Count Your Lucky Stars Records.

### 2009—2013:What It Takes To Move Forward
В сентябре 2009 на лейбле Count Your Lucky Stars Records был выпущен первый полноценный альбом группы What It Takes To Move Forward. Через несколько месяцев на японском лейбле Stiff Slack была выпущена версия альбома для Японии, содержавшая альтернативную обложку и два бонусных трека.
В поддержку альбома был проведён короткий тур по США с участием других групп. Песню «Keep What You Have Built Up Here» Vulture.com поставил на 87 место в списке 100 лучших песен в жанре эмо.
В марте 2012 года начался тур по Западному Побережью США с участием Уоррена Франклина, после которого был проведён тур по Великобритании в ноябре совместно с другой группой из Мичигана — The Reptillian. Группа также выступила в Шотландии и Ирландии.
В марте 2013 группа вернулась в Европу в качестве поддержки инди-группы The World Is a Beautiful Place & I Am No Longer Afraid to Die.

### 2014—2016:You Will Eventually Be Forgotten
Через пять лет после выпуска первого альбома, в июне 2014 года группа анонсировала релиз You Will Eventually Be Forgotten в августе этого же года, который сопровождался графической новеллой Ribbon под авторством Бена Ширса на основе текстов из альбома. Первый сингл под названием If It’s Bad News, It Can Wait был представлен на Stereogum 7 июля.
Летом 2014 присоединились к The Early November и Warren Franklin & the Founding Fathers на акустическом туре по США. По словам Кита, подобный опыт был для них первым. Первая песня из грядущего релиза «A Keepsake» была представлена на NPR 22 июля.
В августе 2014 Interview Magazine эксклюзивно дала возможность читателям прослушать альбом за шесть дней до физического релиза. Осенью был проведён тур в поддержку нового альбома совместно с коллективом Free Throw. Первая глава графического романа была опубликована на Wondering Sound. Был выпущен сплит с Joie de Vivre с премьерой на Stereogum за месяц до релиза.
В январе 2015 пьяный водитель на своём пикапе врезался в дом Кита и Кэти в Мичигане, при этом был повреждён автобус для тура группы и сам дом участников коллектива. Средства на новую машину собирались на платформе GoFundMe добровольными пожертвованиями. Несмотря на аварию, через четыре дня был начат заранее запланированный тур с Warren Franklin and The Founding Fathers.
В мае был проведён тур с Dikembe, затем совместный тур с The Saddest Landscape в ноябре в поддержку релиза последних. В этом же году была выпущена японская версия You Will Eventually Be Forgotten с двумя бонусными треками на лейбле Stiff Slack. Позже они были опубликованы на странице коллектива на Bandcamp. В июле 2016 был записан сет из трёх песен для Little Elephant, который стал потом доступен на виниле.
16 февраля 2016 года на странице группы в Facebook было объявлено, что группа прекратит свою деятельность после окончания тура с Warren Franklin & the Founding Fathers в апреле этого же года. Последний концерт группы был проведён 7 мая 2016 года на Flint Local 432 с поддержкой от The Cardboard Swords, The Island of Misfit Toys, Mountains for Clouds, The Reptilian, Joie De Vivre, и Warren Franklin & the Founding Fathers.
5 апреля был выпущен единственный клип группы на песню «A Keepsake». В её записи принял участие Боб Нанна из группы Braid.

## Состав коллектива

### Конечный состав
- Кит Латинен - вокал, гитара, бас-гитара, ударные, труба, виолончель
- Кэти Латинен - гитара, вокал
- Джон Стейнхоф - ударные, вокал
- Джозеф "Гуи" Дейн - бас-гитара

### Бывшие участники
- ударные - Джон Стейнхоф, Райан Стэйли, Джон Мюрелл, Мэтт Брим
- бас-гитара - DJ Degennaro, Ахмад Набулси, Рик Айерс, Дэнни Миллер, Дэрек МакНелли

Джон Мюрелл, Ахмад, Рик и Дэнни никогда не участвовали в записи или написании песен группы.

## Дискография

### Студийные альбомы
- What It Takes to Move Forward (2009)
- You Will Eventually Be Forgotten (2014)

### EP
- When the Sea Became a Giant EP (2007)
- Summer Tour EP '09 (2009)
- Home After Three Months Away 7-inch (2011)
- On Time Spent Waiting, or Placing the Weight of the World on the Shoulders of Those You Love the Most 7-inch (2011)
- In Which the Choices We Didn't Make Were Better Than the Ones That We Did (2013)

### Семидюймовые пластинки
- Year of the Rabbit 7-inch (2008)
- SXSW Promo 7-inch (2011)
- Bramble Jam II Promo 7-inch (2012)

### Сплиты
- Empire! Empire! (I Was a Lonely Estate) / Football, etc. Split (2009)
- Empire! Empire! (I Was a Lonely Estate) / Into It. Over It. Split (2010)
- Annabel/Empire! Empire! (I Was a Lonely Estate) / Joie De Vivre/The Reptilian 4-Way Split 7-inch (2011)
- Empire! Empire! (I Was a Lonely Estate)/ Mountains For Clouds/ Two Knights/ Driving On City Sidewalks 4-Way Split 7-inch (2012)
- Empire! Empire! (I Was a Lonely Estate)/ Arrows Split 7-inch (2012)
- Empire! Empire! (I Was a Lonely Estate)/ Rika Split 7-inch (2012)
- Empire! Empire! (I Was a Lonely Estate)/ Malegoat Split (2013)
- Empire! Empire! (I Was a Lonely Estate)/ Your Neighbour, the Liar/ The Smithsonian Split 7-inch (2013)
- Empire! Empire! (I Was a Lonely Estate)/Joie De Vivre Split 7-inch (2013)
- Empire! Empire! (I Was a Lonely Estate)/ Dikembe/ The Hotel Year/ Modern Baseball/ Old Gray/ Pentimento (2013)

### Компиляции
- Early Discography CS (2010)
- Middle Discography (2011)